# Эт-Таиф (аэропорт)
Региональный аэропорт Эт-Таиф (араб. مطار الطائف الإقليمي‎), (ИАТА: TIF, ИКАО: OETF) — аэропорт в Эт-Таифе, Саудовская Аравия. Несмотря на свое имя, аэропорт предлагает и международные рейсы. Он находится в 30 км к востоку от Эт-Таифа и в 70 км от Мекки. Аэропорт считается важным, потому что был свидетелем первой посадки самолета ибн Сауда — основателя королевства. Он был преобразован в гражданский аэропорт, когда из-за роста населения GACA разрешила иностранным авиакомпаниям пользоваться аэропортом, чтобы снять нагрузку с 3 главных аэропортов на то время.